# Ильинская площадь (Самара)
Ильинская площадь — находится в Ленинском районе города Самары. Ограничена улицами Арцыбушевской, Красноармейской, Буянова и Одесским переулком.

## Название и история
Название площадь получила по Ильинской церкви (построена в 1886 году, снесена в 1932 году). До постройки храма эта площадь называлась Тюремной или Острожной.
В советское время площадь называлась Красноармейской. В 2010 году площади было возвращено историческое название — Ильинская

## Объекты на площади
В центральной части площади 16 октября 2014 года установлен памятник самарским подвижникам православной веры митрополиту Мануилу и митрополиту Иоанну

## Транспорт
- трамваи: 1, 3, 4, 15, 16, 20к, 22, 23
- муниципальные и коммерческие автобусы: 34, 226, 240[5]